# Толмачёв, Владимир Николаевич (химик)
Владимир Николаевич Толмачев (12.11.1915 — 28.03.1990) — советский и украинский ученый и педагог.

## Биография
Родился в Харькове. Окончил Харьковский государственный университет (1938). Служил в рядах Красной Армии (1939—1941). Участник Великой Отечественной войны (1941—1945). Работал в ХГУ в Научно-исследовательском институте химии (1946—1958), на кафедре органической химии (1958—1965), заведующий кафедрой технической химии (1965—1990). В 1950 г. защитил кандидатскую диссертацию «Исследование некоторых комплексных соединений кобальта, имеющих значение в колориметрии», в 1964 г. — докторскую диссертацию «Спектрофотометрическое исследование реакций комплексообразования в растворах», профессор (1966).

## Научная и педагогическая деятельность
- Выполнил цикл исследований в области аналитической химии и спектрофотометрии многокомпонентных систем, посвященный равновесиям комплексообразования в растворах, разработал новые способы установления состава комплексных соединений, констант устойчивости и оптических характеристик, исследовал связь между термодинамической устойчивостью координационных соединений и их спектрами поглощения;
- Разработал колориметрические и спектрофотометрические способы определения ряда металлов в объектах производственного значения;
- В области физической органической химии при помощи спектрофотометрического метода исследовал взаимодействие α,β — ненасыщенных кетонов с водородными кислотами и кислотами Льюиса (SbCl5, FeCl3 и др.) в растворах;
- Создал новое научное направление, связанное с изучением макролигандных комплексных соединений; детально изучена специфика реакций образования высокомолекулярных комплексных соединений, влияние реакционной среды на состав, строение и термодинамическую устойчивость макролигандных металлохелатов. Результаты научной школы В. Н. Толмачева существенно расширили представления о природе влияния полимерных макролигандов и растворителя на комплексообразование с ионами металлов.

Автор монографии «Электронные спектры поглощения органических соединений и их измерение» (Харьков. Вища школа, 1974). Изданы курсы лекций «Физико-химические свойства органических соединений» (1969), «Теоретические основы химической технологии» (1978), «Основы методики и организации научных исследований в химии» (1989), «Высокомолекулярные комплексные соединения» (1991), которые в течение многих лет являлись базовым для студентов химического факультета ХГУ.
В. Н. Толмачев являлся членом редколлегии журналов «Известия ВУЗов СССР. Химия и химическая технология», «Вестник Харьковского университета. Серия Химия», входил в состав химической секции Северо-Восточного центра АН УССР, Научного совета АН УССР «Синтез и глубокая очистка неорганических соединений». химической секции Научного совета Минвуза УССР. Член специализированных ученых советов в ХГУ, Харьковском политехническом институте, Украинском углехимическом институте. Автор более 300 научных работ, 10 изобретений и рационализаторских предложений, под его руководство защитили кандидатские диссертации 20 учёных.